# Caturidae
De Caturidae zijn een familie van uitgestorven straalvinnige beenvissen uit de orde Amiiformes. Ze leefden in het Mesozoïcum. Fossielen zijn vooral gevonden in Europa, Noord-Amerika, China en Tunesië. De groep is in 1860 benoemd door Richard Owen.

## Kenmerken
De Caturidae waren roofvissen die een lichaamslengte konden bereiken van ongeveer tien centimeter tot bijna twee meter (Caturus giganteus). De wervels van Caturidae hadden geen verbeende wervelcentra maar verkalkingen in de wervelbogen. Sommige wervels waren diplospondyl, dat wil zeggen, ze bezaten twee wervelcentra, een dorsaal en een ventraal hemicentrum. Wervel- en hemaalbogen in het gebied van de staartwortel waren bijna horizontaal uitgelijnd. De hemaalbogen waren breed en schopvormig in het dwarsvlak. Volwassen vissen hadden enige urodermalen op de staart.
De bovenkaak was slank en staafvormig, de kaken waren bezet met scherpe, afgeplatte tanden. De branchiostegale vinstralen waren talrijk (tweeëntwintig of meer). Het oog werd beschermd door een ring van bot en een tot twee suborbitalen.
Terwijl de staartvin van de andere Amiiformes afgerond was, was die van de Caturidae gevorkt. Sommige epuralen (langwerpige, vrijstaande botten) waren aanwezig op de zijkanten van het staartskelet en sommige hypuralia op de staart ondersteunden talrijke vinstralen. De aarsvin had elf tot dertien onvertakte en veertien tot zestien vertakte vinstralen.

## Externe systematiek
De Caturidae vormen samen met de Amiidae, die tegenwoordig alleen worden vertegenwoordigd door de moddersnoek, en twee andere uitgestorven families uit het Mesozoïcum, de Liodesmidae en de Aziatische Sinamiidae, de orde van de Amiiformes. De Caturidae, de Liodesmidae en de Sinamiidae leefden voornamelijk in de zee, terwijl de Amiidae voornamelijk zoetwaterbewoners zijn.